# Ràdio AM

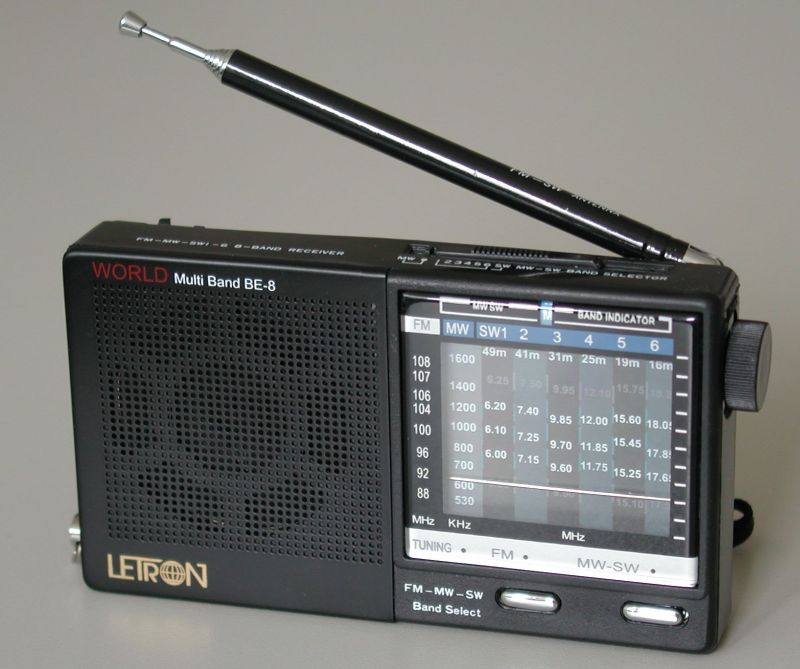
Un receptor de ràdio portàtil multibanda

La Ràdio AM vol dir que funciona amb Amplitud Modulada. Era el mètode dominant de difusió durant els primers dos terços del segle xx i se segueix utilitzat al segle xxi.
A causa de la seva susceptibilitat a la interferència i a un so generalment de més baixa fidelitat, la ràdio AM es fa servir sobretot a la ràdio parlada i per a les notícies, mentre que la música va canviar majoritàriament a la Ràdio FM des de la fi dels anys 1960. La tecnologia de ràdio AM és més simple que la de ràdio FM i el seu abast és més gran.
La banda AM fa servir les freqüències dels 531 quilohertzs als 1602 quilohertzs, més baixes que les de la ràdio FM. En aquesta banda hi retransmeten algunes emissores de ràdio, però a Catalunya està quedant obsoleta.

## Aplicacions tecnològiques de l'AM
Un gran avantatge d'AM és que la seva demodulació és molt simple i, per tant, els receptors són senzills i barats; un exemple d'això és la ràdio a galena. Altres formes d'AM com la modulació per banda lateral única o la doble banda lateral són més eficients en amplada de banda o potència però en contrapartida els receptors i transmissors són més cars i difícils de construir, ja que a més hauran reinserir la portadora per a conformar l'AM novament i poder demodular el senyal transmès.
L'AM és utilitzada en la radiofonía, a les ones llargues, ones mitjanes, ones curtes, i fins i tot a la VHF: és utilitzada en les comunicacions radials entre els avions i les torres de control dels aeroports. L'anomenada "Ona Mitjana" (capaç de ser captada per la majoria dels receptors d'ús domèstic) abasta un rang de freqüència que va des de 531 a 1602 kHz.

## Representació matemàtica de la modulació en AM
En considerar el senyal modulador (senyal del missatge) com:
{\displaystyle y_{s}(t)={A_{s}}\cdot \cos(w_{s}\cdot t)}
i Senyal portador com:
{\displaystyle y_{p}(t)={A_{p}}\cdot \cos(w_{p}\cdot t)}
L'equació del senyal modulat en AM és la següent: 
{\displaystyle y(t)={A_{p}}\cdot [{1+{m\cdot x_{n}(t)}}]\cdot \cos(w_{p}\cdot t)}
- {\displaystyle y(t)} = Senyal modulat
- {\displaystyle x_{n}(t)} = Senyal modulador normalitzat respecte a la seva amplitud = {\displaystyle y_{s}(t)/{A_{s}}}
- {\displaystyle m} = Índex de modulació (sol ser menor que la unitat)={\displaystyle A_{s}/A_{p}}

Bàsicament, es tracta de multiplicar el missatge a transmetre x (t) per la portadora cosenoidal i, alhora, sumar aquesta portadora cosenoidal. L'espectre en freqüències del senyal quedarà traslladat a w p radiants per segon, tant en la part positiva del mateix com en la negativa, i la seva amplitud serà, en ambdós casos, el producte del senyal modulador per l'amplitud de la portadora, sumat a l'amplitud de la portadora, i dividit per dos.

## Demodulació d'AM
Hi ha dues possibilitats per a la demodulació d'un senyal {\displaystyle x(t)} modulat en AM. La primera d'elles, la més simple, només és possible en cas que es compleixi la condició següent:
{\displaystyle {\big \|}x(t){\big \|}\leq m}
En aquest supòsit, l'embolcall del senyal modulat, això és {\displaystyle 1+m\cdot x_{n}(t)} és sempre positiu i per recuperar el senyal modulador és suficient amb un receptor que capti aquesta envoltant. Això s'aconsegueix amb un simple circuit rectificador amb càrrega capacitiva. Així funcionava la pionera ràdio de galena.
'altra opció per a la demodulación del senyal modulat en AM és utilitzar el mateix tipus de demodulación que s'usa en les altres modulacions lineals. Es tracta del demodulador coherent. Per això, és necessari conèixer la freqüència de la portadora w p i, a vegades, també la fase, el que requereix la utilització d'un PLL (Phase Lock Loop). En aquest altre supòsit, no cal que l'índex de modulació sigui menor que la unitat o, cosa que és el mateix, no és necessari que la envolmente [1 + m x (t)] sea siempre positiva.
El demodulador coherent utilitza la següent propietat matemàtica de la funció cosinus:
{\displaystyle \cos ^{2}(\phi )={\frac {1}{2}}+{\frac {\cos(2\phi )}{2}}}
per multiplicar la funció i (t) per la portadora:
{\displaystyle y_{D}(t)=y(t)\cos(w_{p})={\frac {1+mx(t)}{2}}+{\frac {\cos(2w_{p})}{2}}}
A partir d'això, amb un filtre pas-baix i un supressor de contínua, s'obté el senyal x (t)

## Potència del senyal modulat
L'amplitud màxima de cada banda lateral està donada per l'expressió: {\displaystyle m={\frac {V_{m}}{V_{p}}}} i com la potència és proporcional al quadrat de la tensió, la potència del senyal modulat resultarà la suma de la potència del senyal portador més la potència d'ambdues bandes laterals: 
{\displaystyle P\equiv V_{p}^{2}+\left({\frac {mV_{p}}{2}}\right)^{2}+\left({\frac {mV_{p}}{2}}\right)^{2}}

{\displaystyle P\equiv V_{p}^{2}+{\frac {m^{2}V_{p}^{2}}{4}}+{\frac {m^{2}V_{p}^{2}}{4}}}

Per tal que la igualtat sigui possible hem de tenir en compte les potències en lloc de les tensions: 
{\displaystyle P=P_{p}+{\frac {m^{2}}{4}}P_{p}+{\frac {m^{2}}{4}}P_{p}}

{\displaystyle P=P_{p}+{\frac {m^{2}}{2}}P_{p}}

{\displaystyle P=\left(1+{\frac {m^{2}}{2}}\right)P_{p}}

En el cas que la modulació sigui al cent per cent, llavors m = 1 i, per tant, la potència del senyal modulat serà: 
{\displaystyle P=\left(1+{\frac {1}{2}}\right)P_{p}}

{\displaystyle P={\frac {3}{2}}P_{p}}

O, cosa que és el mateix: 
{\displaystyle P_{p}={\frac {2}{3}}P}
D'això últim es desprèn que l'ona portadora consumirà dos terços de la potència total, deixant un terç per ambdues bandes laterals.